# تشارلز بي بلاك
تشارلز بي بلاك (بالإنجليزية: Charles B. Black)‏ مواليد 15 يونيو 1921 في أركو - الوفاة 22 ديسمبر 1992، كان لاعب كرة سلة أمريكي. بدأ مسيرته الاحترافية في سنة 1947. بلغ طوله 6 قدم 5 بوصة (2.0 م). اعتزل اللعب في 1952. لعب مع ديترويت بيستونز وأتلانتا هوكس.

## روابط خارجية
- تشارلز بي بلاك على موقع إن بي أي (الإنجليزية)
- تشارلز بي بلاك على موقع سبورتس رفرنس (الإنجليزية)
- تشارلز بي بلاك على موقع ريلجم (الإنجليزية)
- تشارلز بي بلاك على موقع بروبوليرز (الإنجليزية)
- تشارلز بي بلاك على موقع سبورتس رفرنس (الإنجليزية)
- تشارلز بي بلاك على موقع قاعة كنساس للمشاهير الرياضية (مؤرشف) (الإنجليزية)